# Arctia ilithyia
Arctia ilithyia là một loài bướm đêm thuộc phân họ Arctiinae, họ Erebidae.